# エアポートウォーク名古屋

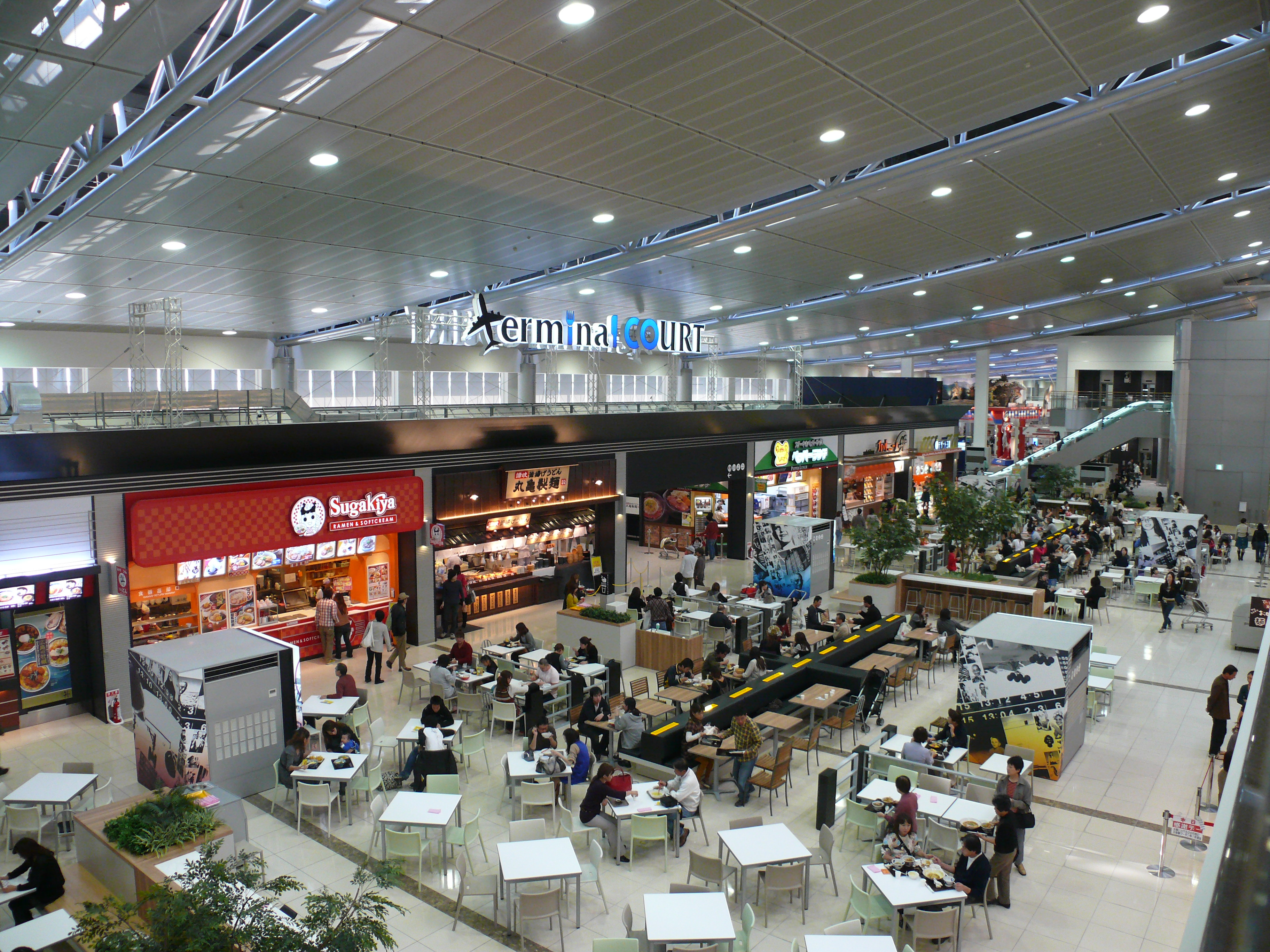
チェックインカウンターがあったフロアを再利用したターミナルコート

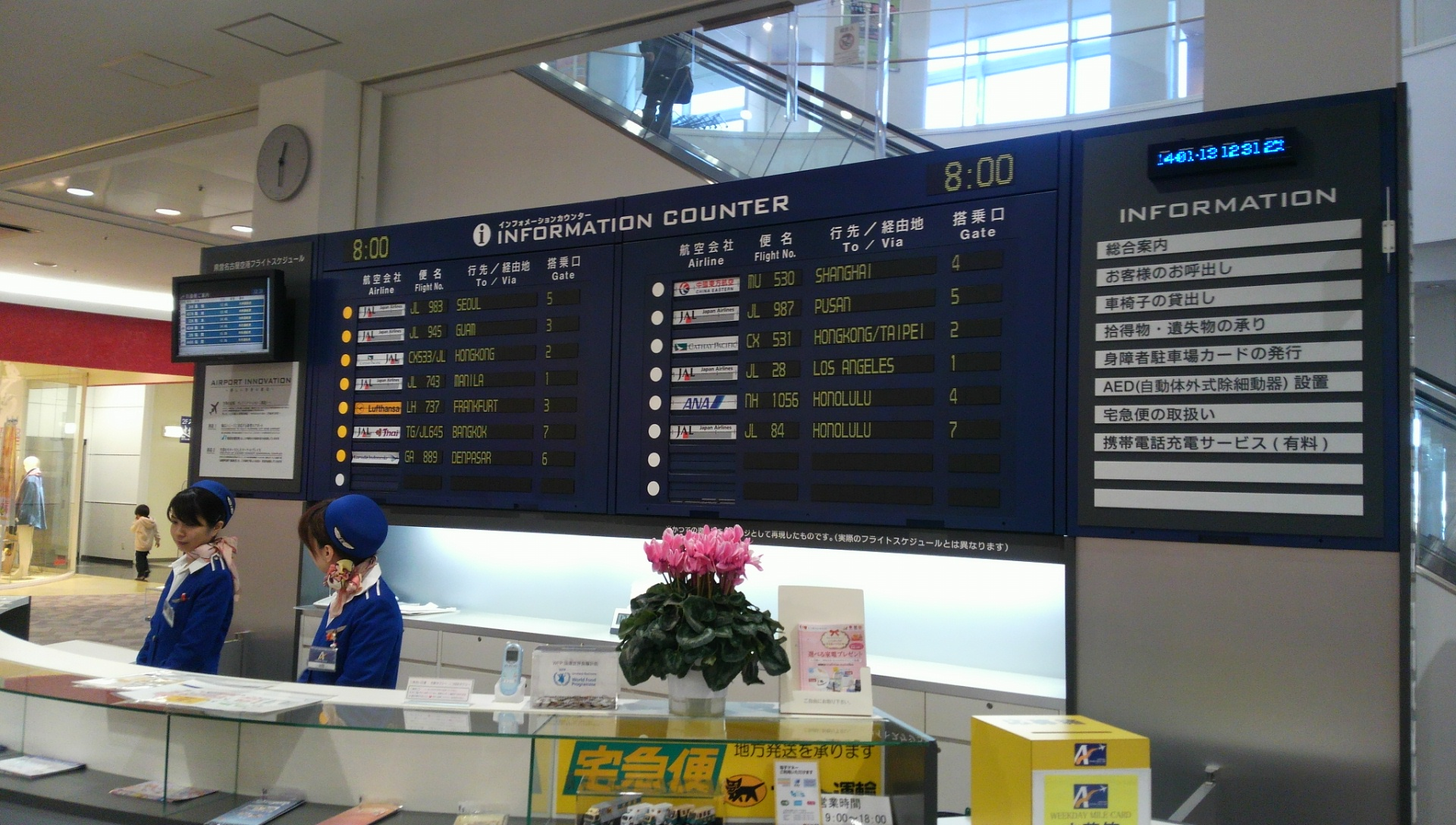
空港を模したサービスカウンター

エアポートウォーク名古屋（エアポートウォークなごや）は、愛知県西春日井郡豊山町にある旧・名古屋（小牧）空港国際線ターミナルビルを再利用した、ユニー株式会社が管理・運営するモール型ショッピングセンター（ウォーク）である。2008年（平成20年）10月に開業した。

## 概要
1999年（平成11年）4月9日に開業し、2005年（平成17年）2月16日に中部国際空港の開港に伴い閉鎖された旧・名古屋（小牧）空港国際線ターミナルビルを活用するため、名古屋空港ビルディングが設置主体となり、ユニー株式会社が開発主体となって竹中工務店が改装・建設したショッピングセンター。
県営名古屋空港とは完全に分かれており、両施設が接する場所はフェンスで仕切られている。また、臨時駐車場の一部はかつてのエプロン（駐機場）の一部である。
SC名称は、かつて空港ターミナルビルであった記憶を大切にすべきとのことから、「エアポートウォーク名古屋」と名付けられた。
建物は全5階層の店舗4階層で、南側の1階・2階はアピタ名古屋空港店の売場が占める。他の部分は専門店が占めるが、特徴的なのは、3階西側のフードコートとアミューズメントパークでチェックインカウンターの名残を残したまま再利用し、4階部まで吹き抜けになっている。また、5階は空港ターミナルの名残でそのまま展望デッキの「スカイラウンジ&スカイビューデッキ」となっている。また、空港当時のオブジェとしてフライトスケジュールボードが残されている。
南東側には新置された建物にシネマコンプレックス「ミッドランドシネマ名古屋空港」が入居しており、2階南東側の連絡通路（搭乗口を再活用）から往来できる。さらに、2017年（平成29年）に愛知県が隣接地に航空展示施設「あいち航空ミュージアム」を設け、2階北東側の連絡通路から往来できる。
空港に近いという強みを生かし　実機の展示（ヘリコプター）、遊覧飛行等、航空の各種イベントを頻繁に行っており、当地でしか作れない独自色を前面に出した営業を行う一例として、インフォメーションのスタッフのユニフォームを飛行機の客室乗務員風にアレンジしている。

## 施設
以下の2つの棟があるが相乗効果とサービスを兼ねて映画の半券または全券（映画鑑賞前）でほとんどの飲食店で割引等の優待が受けられる。あいち航空ミュージアムの搭乗券（入場券）でも割引が受けられる。
例として回転寿司ABRIが5%オフ、ベーカリーレストランバケットが一定金額以上の購入でドリンクバーの割引などがある。

### ショッピングセンター棟
ショッピングセンター棟（旧・国際線ターミナルビル）は、地上5階建て。店舗面積は22,650m2。アピタ名古屋空港店の他に、専門店が135店舗入居している。
以下はショッピングセンター棟の主要テナントである。
1階
- フランフラン
- ロッサ・デ・ビットコ
- ミスタードーナツ
- サンマルクカフェ
- ソフトバンクショップ
- ドコモショップ
- Words international

2階
- ビーチサウンド
- 無印良品
- ABCマート

3階
- JTB
- ヴィレッジヴァンガード
- アミューズメントパーク
- サーティワンアイスクリーム
- マクドナルド
- てんてん食堂
- リンガーハット
- スガキヤ
- すき家

4階
- 紀伊國屋書店
- 回転寿司ABRI
- そばと和食 麦福
- バイキングレストラン太陽のごちそう
- ベーカリーレストランバケット
- ご飯ととろろ　とろ麦
- おひつごはん四六時中
- 新潟からし味噌らーめんちゃーしゅーや武蔵

5階
- スカイラウンジ&ビューデッキ　各種自販機

※ その他詳細は ショップガイド を参照。

### シネマ棟
シネマ棟には映画館「ミッドランドシネマ名古屋空港」が入居している。建物は3階建てで、店舗面積は11,371m2。12の上映スクリーンを備え、座席数は1,809席。
※ 詳細は「中日本興業#ミッドランドシネマ 名古屋空港」の項を参照。

## 林先公園
林先公園（はやしさきこうえん）は、同施設敷地内にある公園。同施設設置者である名古屋空港ビルディングとユニーが整備し、完成後の2008年（平成20年）10月7日に豊山町へ寄付された。敷地面積は約2,500m2。

## アクセス

### 鉄道
- JR東海各線・名古屋市営地下鉄各線 名古屋駅、名鉄名古屋本線 名鉄名古屋駅、近鉄名古屋線 近鉄名古屋駅 より、あおい交通バスにて約20分 / 名鉄バスにて約40分。
- 名古屋市営地下鉄各線 栄駅、名鉄瀬戸線 栄町駅より、名鉄バスにて約20分 / あおい交通空港バスにて約15分。
- 名鉄
  - 犬山線 西春駅より、名鉄バスにて約15分。
  - 小牧線 味美駅より、あおい交通バスにて約10分。
- JR東海
  - 中央本線 勝川駅より、あおい交通バスにて約20分。

### バス路線
- 名鉄バス
  - 名鉄バスセンター、栄バスターミナル（オアシス21）発「名古屋空港経由あいち航空ミュージアム」行き乗車、「あいち航空ミュージアム」停留所下車。
  - 西春駅発「名古屋空港」行き乗車、「エアポートウォーク」停留所下車。
- あおい交通バス（名古屋空港直行バス）
  - 名古屋駅（ミッドランドスクエア前）発「あいち航空ミュージアム」停留所下車。
  - 栄発「あいち航空ミュージアム」行き乗車、「あいち航空ミュージアム」停留所下車。
  - 勝川駅発「県営名古屋空港」行き乗車、「あいち航空ミュージアム」停留所下車。

### 航空
- 県営名古屋空港より徒歩で約10分。

## 他のウォーク
- ウォークモール：他のウォークモールについては当該項目を参照。